# Plagiochila elata
Plagiochila elata là một loài rêu trong họ Plagiochilaceae. Loài này được Taylor mô tả khoa học đầu tiên năm 1846.